# 로베르토의 특별한 일주일
로베르토의 특별한 일주일(Un cuento chino, Chinese Take-Away)은 스페인에서 제작된 세바스찬 보렌스즈테인 감독의 2011년 코미디 영화이다. 리카도 다린 등이 주연으로 출연하였고 다니엘라 알바라도 등이 제작에 참여하였다.

## 출연

### 주연
- 리카도 다린
- 뮤리엘 산타 안나
- 이그나시오 황

### 조연
- 파블로 세이조
- 하비에르 핀토

## 제작진
- 프로듀서: 파블로 보시
- 프로듀서: 후안 파블로 부스카리니
- 프로듀서: 제라르도 헤르레로
- 프로듀서: 엑셀 쿠쉐바츠키
- 프로듀서: 벤 오델
- 세트: 로라 무소
- 분장: 케니아르 패딜라